# NGC 6269
NGC 6269 (другие обозначения — UGC 10629, MCG 5-40-12, ZWG 169.19, NPM1G +27.0550, PGC 59332) — эллиптическая галактика (E) в созвездии Геркулес.
Этот объект входит в число перечисленных в оригинальной редакции «Нового общего каталога».
NGC 6269 — ярчайшая галактика скопления. В ней наблюдаются характерные градиенты поглощения магния